# 더나은
더나은(본명: 김나은)은 대한민국의 가수이다.

## 학력
- 중앙대학교 국악지도자 과정 졸업

## 음반
- 2014년 바보야/더 나은 사람
- 2015년 세월강

## 수상
- 2004년 전국국악민요종합대상
- 2005년 전국국악경창대회 금상 수상